# World Cyber Games 2003
 (juin 2019).
Navigation
WCG 2002 WCG 2004
La troisième édition des World Cyber Games s'est tenue à Séoul, en Corée du Sud, en octobre 2003. L'événement ouvre officiellement ses portes le 12 octobre 2003.

## Sponsors
- Creative Technology Ltd.
- Intel
- Java City Coffee
- Nvidia
- Samsung Electronics
- Samsung SyncMaster

## Disciplines
Les joueurs s'affrontent au travers de sept disciplines différentes. Elles se composent d'un jeu de football (FIFA Football 2003), de trois jeux de stratégie en temps réels (Age of Mythology, StarCraft: Brood War et Warcraft III: Reign of Chaos) et de trois jeux de tir à la première personne (Unreal Tounament 2003, Counter-Strike 1.6 et Halo: Combat Evolved). Si les six premiers jeux énoncés sont disputés sur PC, le dernier jeu (Halo) est la seule épreuve qui se déroule sur la console Xbox, une première pour l’événement.

### Nombre de joueurs par pays participant
Sur les 562 joueurs annoncés, seuls 504 athlètes participent aux tournois officiels de l'événement.
|                     | Age of Mythology | Counter-Strike 1.6 | FIFA Football 2003 | Halo: Combat Evolved | StarCraft: Brood War | Unreal Tournament 2003 | Warcraft III: Reign of Chaos | Total |
| ------------------- | ---------------- | ------------------ | ------------------ | -------------------- | -------------------- | ---------------------- | ---------------------------- | ----- |
| Afrique du Sud      |                  | 5                  |                    |                      |                      | 1                      | 1                            | 7     |
| Allemagne           | 3                | 5                  | 3                  |                      | 3                    |                        | 3                            | 17    |
| Argentine           | 1                | 5                  |                    |                      |                      |                        |                              | 6     |
| Australie           | 1                | 5                  | 1                  | 1                    | 1                    | 1                      | 1                            | 11    |
| Autriche            | 1                | 5                  |                    | 1                    |                      | 1                      |                              | 8     |
| Belgique            |                  |                    |                    |                      |                      | 1                      |                              | 1     |
| Brésil              | 1                | 5                  | 1                  |                      | 1                    | 1                      | 1                            | 10    |
| Bulgarie            | 1                | 5                  | 2                  |                      | 3                    | 1                      | 3                            | 15    |
| Canada              | 2                | 5                  | 2                  | 2                    | 2                    | 2                      | 2                            | 17    |
| Chili               |                  |                    | 1                  |                      | 2                    |                        | 1                            | 4     |
| Chine               |                  | 5                  | 3                  |                      | 3                    |                        | 3                            | 14    |
| Colombie            | 1                |                    | 1                  |                      | 1                    | 1                      | 1                            | 5     |
| Corée du Sud        | 1                | 5                  | 2                  | 1                    | 3                    | 2                      | 3                            | 17    |
| Danemark            |                  | 5                  |                    |                      | 1                    |                        | 2                            | 8     |
| Émirats Arabes Unis |                  | 5                  |                    |                      |                      |                        |                              | 5     |
| Espagne             | 2                | 5                  | 2                  |                      | 2                    | 2                      | 2                            | 15    |
| Estonie             |                  |                    |                    |                      |                      | 1                      | 1                            | 2     |
| États-Unis          | 2                | 5                  | 2                  | 2                    | 2                    | 2                      | 2                            | 17    |
| France              | 2                | 5                  | 2                  | 1                    | 2                    | 1                      | 2                            | 15    |
| Guatemala           |                  | 5                  | 1                  |                      | 1                    |                        |                              | 7     |
| Hong Kong           | 2                | 5                  |                    |                      |                      |                        | 2                            | 9     |
| Hongrie             |                  | 5                  |                    |                      | 1                    | 1                      | 1                            | 8     |
| Inde                | 1                | 5                  | 1                  |                      |                      | 1                      | 1                            | 9     |
| Indonésie           |                  | 5                  |                    |                      | 1                    |                        | 1                            | 7     |
| Iran                |                  | 5                  | 1                  |                      |                      | 1                      | 1                            | 8     |
| Israël              |                  |                    | 1                  |                      |                      | 1                      | 1                            | 3     |
| Italie              | 2                | 5                  | 2                  | 2                    | 2                    | 2                      | 2                            | 17    |
| Japon               | 2                |                    |                    |                      |                      | 2                      |                              | 4     |
| Kazakhstan          |                  | 5                  |                    |                      | 3                    | 3                      | 3                            | 14    |
| Lettonie            |                  | 5                  |                    |                      |                      | 1                      | 1                            | 7     |
| Lituanie            |                  |                    |                    |                      |                      | 1                      | 1                            | 2     |
| Luxembourg          |                  |                    |                    |                      |                      |                        | 1                            | 1     |
| Malaisie            | 1                | 5                  | 1                  |                      | 1                    |                        | 1                            | 9     |
| Mexique             | 1                | 5                  | 1                  | 1                    | 1                    |                        | 1                            | 10    |
| Nouvelle-Zélande    |                  | 5                  |                    |                      |                      | 1                      |                              | 6     |
| Panama              |                  | 5                  | 1                  |                      | 1                    |                        |                              | 7     |
| Pays-Bas            | 2                |                    | 2                  | 2                    | 2                    | 2                      | 2                            | 12    |
| Pérou               |                  |                    |                    |                      | 1                    |                        | 2                            | 3     |
| Philippines         |                  | 5                  |                    |                      | 2                    |                        | 2                            | 9     |
| Pologne             |                  | 5                  |                    |                      | 1                    | 1                      | 1                            | 8     |
| Portugal            | 1                | 5                  |                    |                      | 1                    | 1                      | 1                            | 9     |
| Puerto Rico         |                  | 5                  |                    |                      | 1                    |                        |                              | 6     |
| République tchèque  | 1                | 5                  | 1                  |                      | 1                    | 1                      | 1                            | 10    |
| Roumanie            |                  | 5                  | 2                  |                      | 1                    |                        | 3                            | 11    |
| Royaume-Uni         | 2                | 5                  | 2                  | 2                    |                      | 2                      | 2                            | 15    |
| Russie              | 1                | 5                  | 2                  |                      | 3                    | 3                      | 3                            | 17    |
| Singapour           | 1                | 5                  | 1                  | 1                    | 1                    | 1                      | 1                            | 11    |
| Slovaquie           |                  | 5                  |                    |                      | 1                    | 1                      | 1                            | 8     |
| Suède               |                  | 5                  |                    |                      | 1                    | 1                      |                              | 7     |
| Suisse              |                  | 5                  |                    |                      |                      |                        |                              | 5     |
| Taipei chinois      | 3                | 5                  | 2                  | 1                    | 3                    |                        | 3                            | 17    |
| Thaïlande           |                  | 5                  | 1                  |                      |                      | 1                      | 1                            | 8     |
| Turquie             | 1                | 5                  | 1                  |                      | 1                    | 2                      | 1                            | 11    |
| Ukraine             |                  | 5                  |                    |                      | 1                    | 2                      | 1                            | 9     |
| Vietnam             |                  |                    | 3                  |                      |                      |                        | 3                            | 6     |
| Total               | 39               | 220                | 48                 | 17                   | 58                   | 49                     | 73                           | 504   |

## Répartition descash prizes
|           | Age of Mythology | Age of Mythology (NvN) | Counter-Strike 1.6 | FIFA Football 2003 | FIFA Football 2003 (NvN) | Halo: Combat Evolved | StarCraft: Brood War | StarCraft: Brood War (NvN) | Unreal Tournament 2003 | Unreal Tournament 2003 (NvN) | Warcraft III: Reign of Chaos | Warcraft III: Reign of Chaos (NvN) |
| --------- | ---------------- | ---------------------- | ------------------ | ------------------ | ------------------------ | -------------------- | -------------------- | -------------------------- | ---------------------- | ---------------------------- | ---------------------------- | ---------------------------------- |
| Vainqueur | 20 000 $         | 7 000 $                | 40 000 $           | 20 000 $           | 7 000 $                  | 20 000 $             | 20 000 $             | 7 000 $                    | 20 000 $               | 7 000 $                      | 20 000 $                     | 7 000 $                            |
| Finaliste | 10 000 $         | 5 000 $                | 20 000 $           | 10 000 $           | 5 000 $                  | 10 000 $             | 10 000 $             | 5 000 $                    | 10 000 $               | 5 000 $                      | 10 000 $                     | 5 000 $                            |
| Troisième | 5 000 $          | 2 000 $                | 10 000 $           | 5 000 $            | 2 000 $                  | 5 000 $              | 5 000 $              | 2 000 $                    | 5 000 $                | 2 000 $                      | 5 000 $                      | 2 000 $                            |

## Déroulement de la compétition
| Date            | Disciplines | Programme |
| --------------- | ----------- | --------- |
| 12 octobre 2003 |             |           |
| 13 octobre 2003 |             |           |
| 14 octobre 2003 |             |           |
| 15 octobre 2003 |             |           |
| 16 octobre 2003 |             |           |
| 17 octobre 2003 |             |           |
| 18 octobre 2003 |             |           |

## Tournois

### Résultats
| Age of Mythology                   | Andrew James "pgfire" Regendantz | Jr Chang "IamShiauTz" Chen  | WU "IamSky" Yu-Jen            |
| Age of Mythology (NvN)             | Taipei chinois                   | Espagne                     | France                        |
| Counter-Strike 1.6                 | SK Gaming                        | Team 3D                     | Team9                         |
| FIFA Football 2003                 | Dennis "Styla" Schellhase        | Daniel "hero" Schellhase    | Choi "Volcano" Dae-Han        |
| FIFA Football 2003 (NvN)           | Allemagne                        | Pays-Bas                    | Italie                        |
| Halo: Combat Evolved               | Matt "Zyos" Leto                 | Mathieu "Mat_Logan" Hebbada | Johnathan "Fenriz" Dempsey    |
| StarCraft: Brood War               | Lee "Ogogo" Yong-Bum             | Fredrik "FisheYe" Keitel    | Guillaume "Grrr" Patry        |
| StarCraft: Brood War (NvN)         | Corée du Sud                     | Kazakhstan                  | Russie                        |
| Unreal Tournament 2003             | Nicola "ForresT" Geretti         | Laurens "Lauke" Pluymaekers | Dominic "Snoop" Lewandowski   |
| Unreal Tournament 2003 (NvN)       | Pays-Bas                         | États-Unis                  | Espagne                       |
| Warcraft III: Reign of Chaos       | Zdravko "Insomia" Georgiev       | Bin "ChinaHuman" Guo        | Sorin "TeGEvisErator" Popescu |
| Warcraft III: Reign of Chaos (NvN) | Taipei chinois                   | Royaume-Uni                 | Pays-Bas                      |

### Classement final des pays médaillés
|                |   |   |   | Total |
| -------------- | - | - | - | ----- |
| Allemagne      | 3 | 2 |   | 5     |
| Taipei chinois | 2 | 1 | 1 | 4     |
| Corée du Sud   | 2 |   | 1 | 3     |
| Pays-Bas       | 1 | 2 | 1 | 4     |
| États-Unis     | 1 | 2 |   | 3     |
| Italie         | 1 |   | 1 | 2     |
| Bulgarie       | 1 |   |   | 1     |
| Suède          | 1 |   |   | 1     |
| Espagne        |   | 1 | 1 | 2     |
| France         |   | 1 | 1 | 2     |
| Royaume-Uni    |   | 1 | 1 | 2     |
| Chine          |   | 1 |   | 1     |
| Kazakhstan     |   | 1 |   | 1     |
| Australie      |   |   | 1 | 1     |
| Canada         |   |   | 1 | 1     |
| Danemark       |   |   | 1 | 1     |
| Roumanie       |   |   | 1 | 1     |
| Russie         |   |   | 1 | 1     |